# St. Wendelin (Apfeldorfhausen)

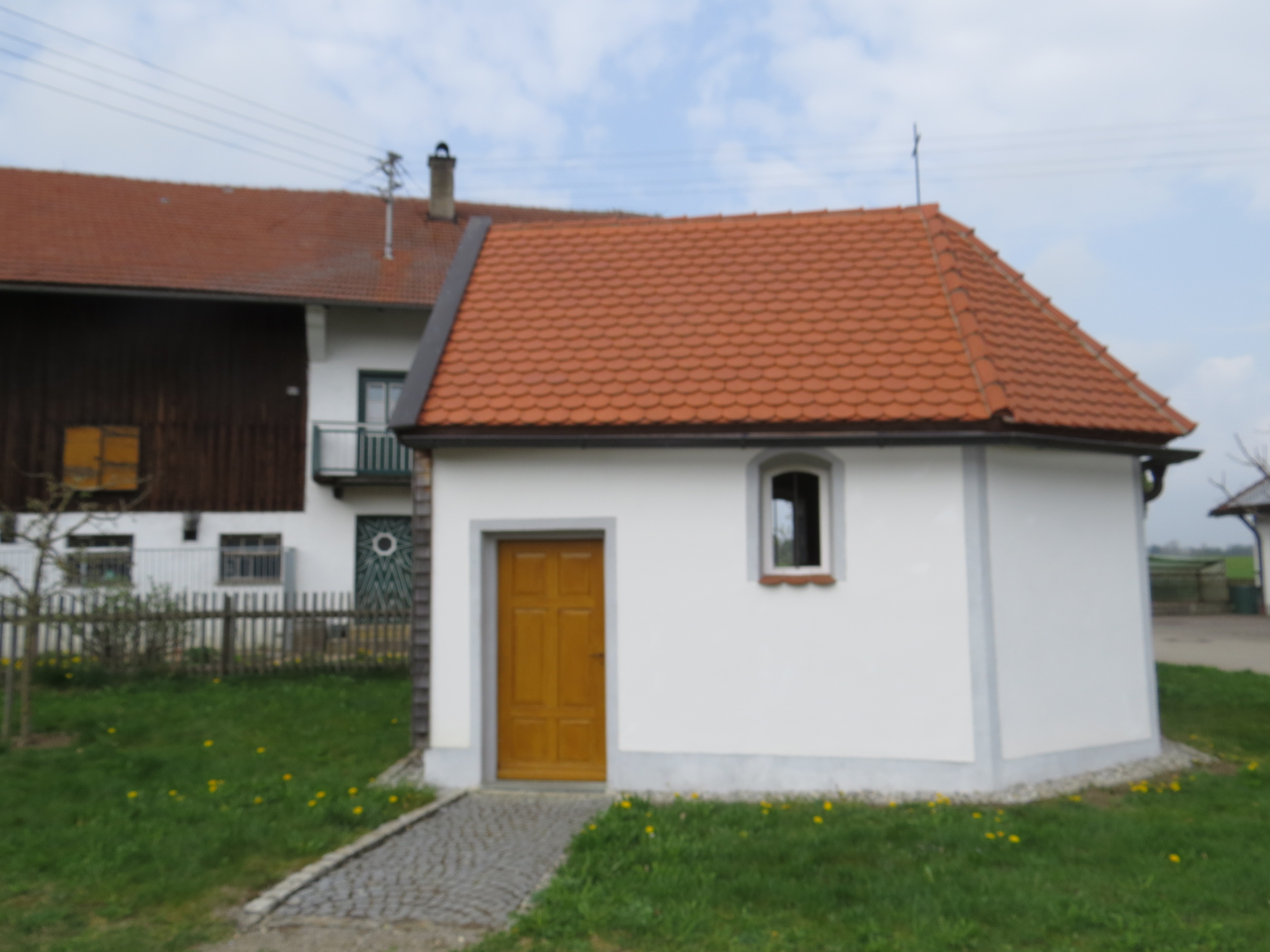
Kapelle St. Wendelin in Apfeldorfhausen

Die Kapelle St. Wendelin in Apfeldorfhausen, einem Gemeindeteil von Apfeldorf im oberbayerischen Landkreis Landsberg am Lech, wurde in der ersten Hälfte des 18. Jahrhunderts errichtet. Die Kapelle an der Lechrainstraße 5, die dem heiligen Wendelin geweiht wurde, ist ein geschütztes Baudenkmal.
Der Satteldachbau mit polygonaler Apsis ist im Inneren mit einem vermutlich bauzeitlichen, barocken Altaraufsatz ausgestattet. Das Ölgemälde zeigt den heiligen Wendelin mit einer neunköpfigen Stifterfamilie.